# Filza
La filza è propriamente "una serie di cose infilzate" e, in senso figurato, "una serie numerosa e continua": in quest'ultima accezione, è più comune la forma sfilza. Etimologicamente deriva probabilmente dal latino fīlum, filo.
Nel significato più comune, una filza è un fascio di documenti uniti insieme da un lungo chiodo o da una cordicella per essere inseriti in un archivio. Infine, la filza è anche un tipo di cucitura a intervalli regolari, usato soprattutto per le imbastiture.

## In archivistica e legatoria
In campo archivistico, la filza è un insieme di fogli, contenuti all'interno di una coperta, collegati da un laccio, spago o cordino che li attraversa; quest'ultimo termina alle sue estremità con due punte in metallo (ferro, o più raramente rame) che hanno lo scopo di consentire la perforazione dei fogli e il passaggio del cordino, che viene poi annodato dall'altro lato della filza. I fogli della filza (normalmente testi manoscritti) costituiscono una serie documentaria continua, destinata alla conservazione nelle biblioteche e negli archivi.
Spesso, nei punti in cui il cordino entra ed esce dalla filza venivano apposti dei pezzetti di cuoio, anch'essi attraversati dallo stesso cordino, allo scopo di ridurre lo stress meccanico sui fogli e per evitare lacerazioni.
Uno dei vantaggi della filza consiste nella possibilità di estrarre o inserire un documento, anche se ciò richiede un'operazione un po' macchinosa, dovendo "sfilzare" (sfilare) tutti i fogli posizionati dopo quello di interesse e poi far ripassare nuovamente i cordini attraverso questi; non è infatti infrequente trovare una filza "sfilzata" per estrarne un documento ma mai ricomposta e quindi contenuta all'interno di faldoni.
Capitava talora che le filze fossero convertite in volumi rimuovendo i cordini e realizzando una normale rilegatura.
Questo modo di rilegare i documenti, che nasce in epoca medioevale ed è rimasto in uso fino al XIX secolo, ha mutato forma nel corso del tempo.

## Evoluzione
Le filze più antiche hanno come coperta due piatti, generalmente di cartone, attraversati, come tutti i documenti contenuti nella filza, da un cordino che passa nella parte centrale delle carte.
In seguito i cordini diventano due e vengono collocati vicino al margine sinistro dei fogli in modo da non perforare la parte scritta del documento e consentire di sfogliarlo in modo più agevole. La coperta di questo tipo di filza può essere costituita da due piatti in cartone o da un solo foglio più grande, piegato a metà, che avvolge le carte come la copertina di un libro.